# اغرم التحانا (تيزي لوساطا)
اغرم التحانا هو دُوَّار يقع بجماعة أغبال، إقليم بركان، جهة الشرق في المملكة المغربية. ينتمي الدوّار لمشيخة تيزي لوساطا التي تضم 10 دواوير. يقدر عدد سكانه بـ 125 نسمة حسب الإحصاء الرسمي للسكان والسكنى لسنة 2004.

## روابط خارجية
- البوابة الوطنية للجماعات الترابية
- المندوبية السامية للتخطيط